# Ozell Jones
Ozell Jones (Long Beach, California, 20 de noviembre de 1960-Lancaster, California, 7 de septiembre de 2006) fue un jugador de baloncesto estadounidense que disputó dos temporadas en la NBA, además de jugar en la liga italiana, la USBL y la CBA. Con 2,11 metros de estatura, jugaba en la posición de pívot.

## Trayectoria deportiva

### Universidad
Tras jugar dos años en los Shockers de la Universidad Estatal de Wichita, fue transferido a los   Titans de la Universidad Estatal de California, Fullerton, promediando en total 9,1 puntos y 7,2 rebotes por partido. En 1984 lideró la Pacific Coast Athletic Association en rebotes, con 9,4 por partido.

#### Estadísticas
| Temporada | Equipo            | Conf. | Partidos | MIN  | TC  | TCA | %TC  | TL  | TLA | %TL  | REB | ASIS | ROB | TAP | PER | FP  | PTS  |
| 1979-80   | Wichita St.       | MVC   | 29       | 20.8 | 3.2 | 7.2 | .440 | 0.6 | 1.4 | .429 | 5.0 |      |     |     | 1.8 | 2.8 | 7.0  |
| 1980-81   | Wichita St.       | MVC   | 28       | 20.6 | 3.3 | 7.2 | .460 | 1.1 | 1.9 | .615 | 7.1 |      | 0.5 | 1.0 | 1.9 | 3.0 | 7.8  |
| 1982-83   | Cal St. Fullerton | PCAA  | 29       | 26.1 | 4.6 | 8.7 | .530 | 1.7 | 2.9 | .588 | 7.1 |      | 0.8 | 1.2 | 2.0 | 3.4 | 11.0 |
| 1983-84   | Cal St. Fullerton | PCAA  | 29       | 32.0 | 4.4 | 8.1 | .551 | 1.6 | 3.6 | .447 | 9.4 |      | 0.9 | 0.9 | 2.2 | 3.3 | 10.5 |
| Total     |                   |       | 115      | 24.9 | 3.9 | 7.8 | .499 | 1.3 | 2.5 | .518 | 7.2 |      | 0.7 | 1.0 | 2.0 | 3.2 | 9.1  |
|           | Wichita St.       |       | 57       | 20.7 | 3.2 | 7.2 | .450 | 0.9 | 1.6 | .532 | 6.1 |      | 0.5 | 1.0 | 1.9 | 2.9 | 7.4  |
|           | Cal St. Fullerton |       | 58       | 29.1 | 4.5 | 8.4 | .540 | 1.7 | 3.2 | .511 | 8.3 |      | 0.8 | 1.1 | 2.1 | 3.4 | 10.7 |

### Profesional
Fue elegido en la nonagésima posición del Draft de la NBA de 1984 por San Antonio Spurs, donde jugó una temporada como suplente de Artis Gilmore, promediando 3,7 puntos y 3,6 rebotes por partido.
Al año siguiente fichó como agente libre por Los Angeles Clippers, pero tras 3 partidos en los que no anotó ni un solo punto, fue despedido. continuó su carrera en el Mulat Napoli de la liga italiana, donde jugó una temporada, promediando 7,9 puntos y 6,3 rebotes por partido.
Regresó a su país en 1986, jugando el resto de su carrera en las ligas menores USBL y CBA, siendo All-Star en esta última competición en 1990, retirándose en 1994.

## Estadísticas de su carrera en la NBA

### Temporada regular
| Temporada | Edad | Equipo               | Liga | P  | TIT | MIN  | TC  | TCA | %TC  | 3P  | 3PA | %3P  | TL  | TLA | %TL  | R.OF. | R.DEF. | REB | ASIS | ROB | TAP | PER | FP  | PTS |
| 1984-85   | 24   | San Antonio Spurs    | NBA  | 67 | 6   | 13.3 | 1.6 | 2.7 | .589 | 0.0 | 0.0 | .000 | 0.5 | 1.2 | .398 | 1.0   | 2.6    | 3.6 | 0.8  | 0.4 | 0.9 | 0.9 | 2.1 | 3.7 |
| 1985-86   | 25   | Los Angeles Clippers | NBA  | 3  | 0   | 6.0  | 0.0 | 0.7 | .000 | 0.0 | 0.0 |      | 0.0 | 0.0 |      | 0.0   | 0.7    | 0.7 | 0.0  | 0.7 | 0.3 | 1.0 | 1.7 | 0.0 |
| Total     |      |                      | NBA  | 70 | 6   | 12.9 | 1.5 | 2.6 | .582 | 0.0 | 0.0 | .000 | 0.5 | 1.2 | .398 | 0.9   | 2.5    | 3.4 | 0.8  | 0.5 | 0.8 | 0.9 | 2.1 | 3.5 |

### Playoffs
| Temporada | Edad | Equipo            | Liga | P | MIN | TCA | TC | 3PA | 3P | TLA | TL | R.OF. | REB | ASIS | ROB | TAP | PER | FP | PTS | %TC  | %3P | %FT  | MIN  | PTS | REB | AST |
| 1984-85   | 24   | San Antonio Spurs | NBA  | 5 | 73  | 8   | 11 | 0   | 0  | 1   | 6  | 5     | 17  | 4    | 1   | 4   | 7   | 18 | 17  | .727 |     | .167 | 14.6 | 3.4 | 3.4 | 0.8 |
| Total     |      |                   | NBA  | 5 | 73  | 8   | 11 | 0   | 0  | 1   | 6  | 5     | 17  | 4    | 1   | 4   | 7   | 18 | 17  | .727 |     | .167 | 14.6 | 3.4 | 3.4 | 0.8 |

## Fallecimiento
El 7 de septiembre de 2006 fue encontrado muerto en su apartamento por sus familiares. Apareció con un disparo en el pecho.